# Honda GL 1000 Gold Wing
Honda GL 1000 Gold Wing (používají se i jména Goldwing nebo GoldWing) je prvním modelem řady Gold Wing. 
Jedná se o plnohodnotný cestovní motocykl představený roku 1974 firmou Honda na motosalonu v italské Cologni. Při vývoji byl kladen velký důraz na spolehlivost, což bylo vyjádřeno rčením "Toto je první skupina řidičů, kteří si nemusí balit do zavazadel nářadí." 
Gold Wing se stal vlajkovou lodí Hondy. V průběhu následujících třiceti let se původní plochý čtyřválec 1000 ccm vyvinul na plochý šestiválec 1800 ccm. 
Suchá hmotnost vzrostla z počátečních 265 kg na 389 kg (s prázdnou nádrží) u modelu GL1800.

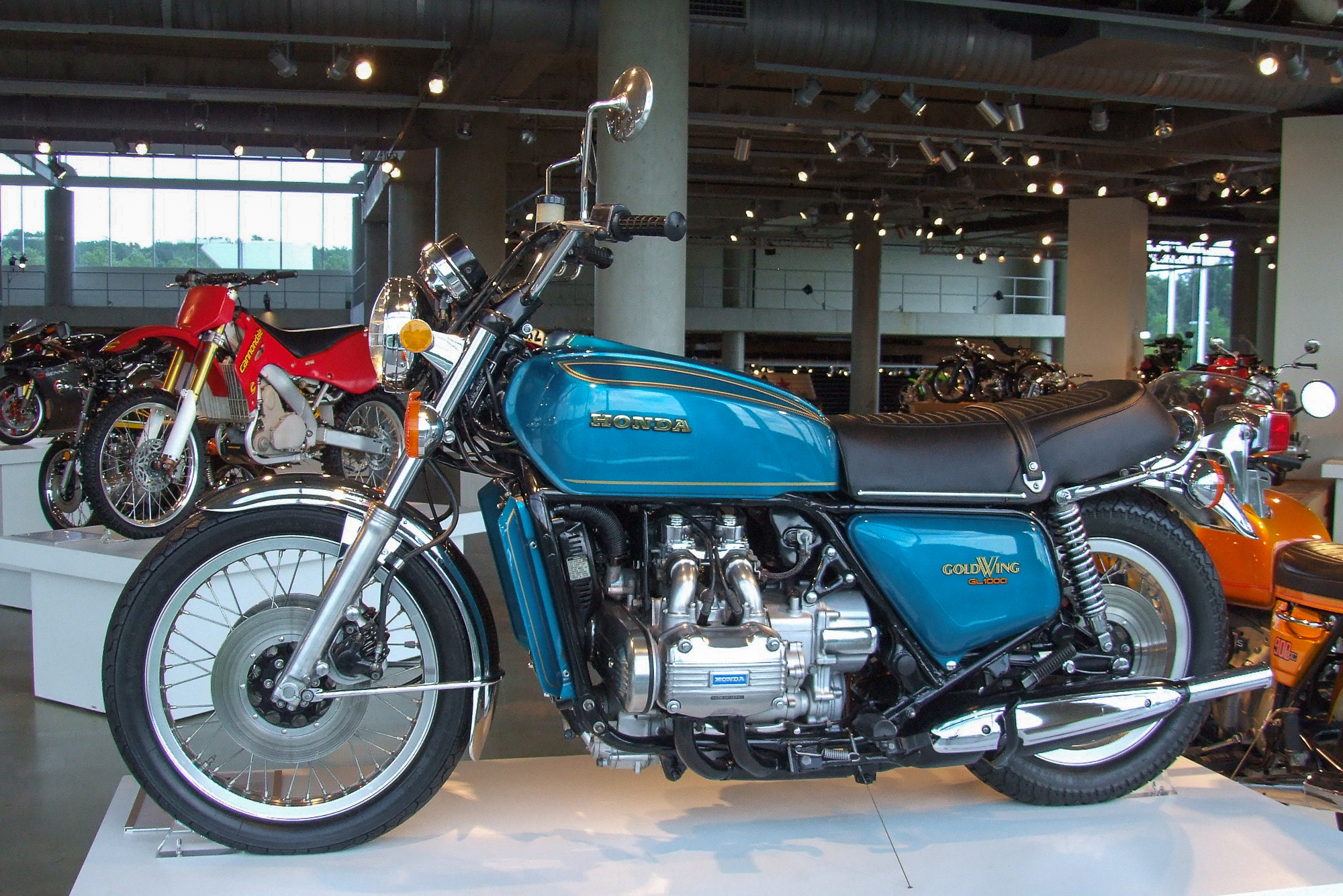
1975 Honda Gold Wing GL1000

## Výrobce
Honda. V letech 1975 - 1980 byla výroba zahájena v Japonsku. Během výroby modelu GL1100 byla výroba přenesana roku 1980 do Marysville, Ohio, USA. Zde byla v roce 2010 výroba ukončena. V roce 2011 byla výroba přesunuta do prefektury Kumamoto v Japonsku. 
V roce 2011 nebyl uveden nový model. Modelový rok 2012 byl vyráběn v Japonsku na zařízeních převezených z původní americké továrny.

## GL1000
Honda Gold Wing GL1000 byla vyráběna v letech 1974 - 1979. Prodejní cena byla v rozmezí $2,900 - $3,295. 

### Rozměry
- Délka	2305 [mm]
- Rozvor 1540 [mm]
- Výška sedla	810 [mm]
- Pohotovostní hmotnost	265 [kg]

### Motor
- Objem motoru 999 ccm, SOHC plochý čtyřválec - boxer
- Kompresní poměr	9,2:1
- Výkon 60 [kW]  (80 koní) / 7500 [ot/min]
- Kroutící moment 85 [Nm]

### Převodovka
- 5 stupňů

Pohon zadního kola kardanem

### Barevná provedení

#### 1975
- GL1000 Standard

Candy Antares Red Special, R6CS
Candy Blue Green Special, PB2CS

#### 1976
- GL1000 Standard

Candy Antares Red Special, R6CS
Candy Blue Green Special, PB2CS
Sulfur Yellow, Y34
- GL1000 Limited

Candy limited maroon custom, R7CC

#### 1977
- GL1000 Standard

Candy Antares Red Special, R6CS
Candy Blue Green Special, PB2CS
Black, NH1

#### 1978
- GL1000 Standard

Black, NH1
Candy limited maroon custom, R7CC
Candy Grandeur Blue Special, PB102CS

#### 1979
- GL1000 Standard

Black, NH1
Candy limited maroon custom, R7CC
Candy Grandeur Blue Special, PB102CS